# باریک‌خرس جلگه غربی
باریک‌خرس جلگه غربی (نام علمی:  Bassaricyon medius) نام یک گونه از سرده باریک‌خرس است.